# Киреев, Иван (гребец)
Иван Киреев (род. 22 марта 1967) — узбекистанский гребец-байдарочник. Участник летних Олимпийских игр 1992 и 1996 годов, трёхкратный чемпион и серебряный призёр летних Азиатских игр 1994 года.

## Биография
Иван Киреев родился 22 марта 1967 года.
Занимался греблей на байдарках в отделении гребли при Ташкентском государственном институте физической культуры и спорта.
В 1992 году вошёл в состав Объединённой команды на летних Олимпийских играх в Барселоне. В соревнованиях байдарок-двоек на дистанции 1000 метров вместе с Анатолием Тюриным заняли 4-е место в четвертьфинале с результатом 3 минуты 19,67 секунды, 2-е место в заплыве надежды (3.17,04) и 6-е место в полуфинале (3.21,62), уступив 1,73 секунды попавшим в финал с 5-го места Иэну Фергюсону и Полу Макдоналду из Новой Зеландии.
В 1994 году завоевал четыре медали на летних Азиатских играх в Хиросиме: золотые среди байдарок-одиночек на дистанциях 500 и 1000 метров и среди байдарок-четвёрок на дистанции 1000 метров, серебряную среди байдарок-четвёрок на дистанции 500 метров.
В 1996 году вошёл в состав сборной Узбекистана на летних Олимпийских играх в Атланте. В соревнованиях байдарок-одиночек на дистанции 1000 метров занял последнее, 8-е место в четвертьфинале (4.05,299) и последнее, 7-е место в заплыве надежды (4.12,05), уступив 3,786 секунды попавшему в полуфинал с 4-го места Владиславу Терещенко с Украины.
Заслуженный мастер спорта Узбекистана.